# ピーターパン・シンドローム (Sound Scheduleの曲)
『ピーターパン・シンドローム』は、Sound Scheduleの4作目のシングル。2002年12月11日にDANGUY RECORDSより発売された。

## 概要
前作『幼なじみ』から約8か月ぶりのマキシシングル。
初回盤はCD EXTRA仕様であり、表題曲「ピーターパン・シンドローム」のPVが収録されている。PVは学校のグラウンドで撮影された。
2003年1月24日、当時新人バンドとしては異例の『ミュージックステーション』への出演を果たし、表題曲を演奏した。
表題曲は、つまらない大人になりたくないという青春のテーマに対し彼等なりの今を表現したメッセージ性の豊富な楽曲となっている。

## 収録曲
1. ピーターパン・シンドローム [4:35]
作詞・作曲：大石昌良
編曲：Sound Schedule
  - 日本テレビ系『AX MUSIC-TV』AX POWER PLAY ＃020
  - スキージャム勝山CMソング
2. 人の子ふたり [4:57]
作詞・作曲：大石昌良
編曲：Sound Schedule

初回限定盤CDエクストラ映像
1. ピーターパン・シンドローム (PV) [5:44]

## テレビ披露
| 番組名                   | 日付          | 放送局     |
| ------------------------ | ------------- | ---------- |
| ポップジャム             | 2003年1月18日 | NHK総合    |
| ミュージックステーション | 2003年1月24日 | テレビ朝日 |

## 参加ミュージシャン
- Sound Schedule
  - 大石昌良 - ボーカル・ギター
  - 沖裕志 - ベース
  - 川原洋二 - ドラム・キーボード

## 収録アルバム
- 456 (#1)
- 甘い夜 (#1、ライブアルバム)
- THE COMPLETE SS (#1・#2)
- Sound Schedule ALL TIME BEST (#2)

この他、#1のライブ映像がシングル『スペシャルナンバー』の初回盤及びDVD『SS LIVES』に、#1のミュージック・ビデオがDVD『SS FILMS』に収録されている。また、5thアルバム『Place』および2ndベストアルバム『Sound Schedule ALL TIME BEST』には#1のリミックスが収録されている。